# Robertus insignis
Robertus de Lavours
Espèce
Robertus insignis, le Robertus de Lavours, est une espèce d'araignées aranéomorphes de la famille des Theridiidae.

## Distribution
Cette espèce se rencontre en Europe.
Elle a été observée au Royaume-Uni, en France, en Italie, en Suisse, en Autriche, en Allemagne, en Pologne, en Biélorussie, en Russie, en Lettonie, en Estonie et en Suède.

## Habitat
Cette espèce rare ne se trouve que dans des zones humides.

## Description
Le mâle holotype mesure 3 mm.
La femelle décrite par Merrett et Snazell en 1975 mesure 3 mm.
Les mâles décrits par Almquist en 1978 mesurent en moyenne 2,64 mm et les femelles 3,47 mm.
Le mâle mesure 2,5 mm et la femelle 2,5 mm.

## Systématique et taxinomie
L'espèce a été décrite par O. Pickard-Cambridge en 1908.
Cette espèce a été décrite à partir d'un mâle découvert à Norwich au Royaume-Uni.

## Danger sur l'espèce
L'espèce est classée en danger critique sur la liste rouge des araignées de France métropolitaine. Elle est surtout menacée par le changement climatique, qui assèche les zones humides en réduisant les précipitations et en augmentant les températures.

## Publication originale
- O. Pickard-Cambridge, 1908 : « On new and rare British Arachnida. » Proceedings of the Dorset Natural History and Antiquarian Field Club, vol. 28, p. 121-148 (texte intégral).